# ويليام تاسكر (شاعر)
وليام تاسكر (1740-1800) (بالإنجليزية: William Tasker) هو كاهن إنجليزي، وعالم، وشاعر. قام بترجمة أعمال بندار وهوراس. مجدت قصائده الخاصة «عبقري بريطانيا» والتي تعتبر بالنسبة له قصائد فنية وعسكرية. وكان أيضا من المهتمين بالعلوم بما فيها علم الفراسة.

## حياته
ولد وليام تاسكر في عام 1740 في إديزليه، ديفون. كان الابن الوحيد لوليام تاسكر (1708-1772) وجين فيكريس (توفت عام 1795). كان والده قسيس إديزليه، ديفونشاير من 6 تموز / يوليه عام 1738. تلقى تعليمه في بارنستابل، ثم التحق بكلية إكستر جامعة أكسفورد، وتخرج في 20 شباط / فبراير عام 1758. ظل هناك كسوجورنر (زائر مؤقت) وحصل على درجة البكالوريوس في 2 شباط / فبراير عام 1762. في 24 حزيران / يونيه 1764, تم تعيينه شماسا في الكنيسة. وفي اليوم التالي، تم جعله مساعد الخوري (مساعد الكاهن) للراهب اوكهامبتون، بالقرب من إديزليه. وتم تعيينه كاهنا في 12 تموز / يوليو 1767. 
أصبح تاسكر قسيس إديزليه في 6 نوفمبر عام 1772 بعد ممات والده. كان تاسكر صديق د. ويليام هنتر. فقد حضر محاضراته، ودرس علم النبات في حدائق في كيو. وصف جيمس بوزويل المقابلة بين تاسكر وصمويل جونسون في 16 من مارس عام 1779 عندما سأل تاسكر عن رأي جونسون في أشعاره. كتب بوزويل: "كان الشاعر ضئيل نحيل، شعره قصير أسود؛ كانت تبدو عليه الاثارة بينما يقرأ جونسون: فظهرت أسنانه في ابتسامة، وهتف بجمل متقطعة بلهجة شديدة حادة: "هل هذا شعر ياسيدي، هل هو لبندار؟" قال اسحاق الإسرائيلي فيما بعد أن هذا الوصف كان صادق. كان تاسكر من المعجبين بالشاعرة ماري روبنسون (1757-1800), والتي مدحها بوصفها "سافو (شاعر يوناني) جزيرتنا."
كان تاسكر مهملا بشؤؤنه المالية. تم مصادرة عائدات دخله من رتبته في الكنيسة في 23 مارس عام 1780. قال أن شقيق زوجته الأمي حصل على حق المصادرة بوضع "غير قانوني" من خلال الاضطهاد الشديد بدون رحمة ومن خلال الدعاوي القضائية." مات شقيق زوجته في عام 1790. قال تاسكر فيما كتبه لغوف نيكولز، محرر مجلة جنتلمان Gentleman في 1797, أنه كان "مقيد بحالة مزرية في قاعة المجاعة، 40 ميلا دون إكستر، تبعد تماما عن حافة الأدب، وحيث لم تصل حتى مجلتك الشهيرة هناك."
توفي وليام تاسكر بعد صراع طويل مع المرض في إديزليه في 4 شباط / فبراير عام 1800.
في وقت وفاته، كان يعمل في تاريخ علم الفراسة من أرسطو إلى لافاتر.
تم دفنه بالقرب من مذبح كنيسة سانت جيمس، إديزليه. اقيمت المراسم ناحية الجدار الشمالي من برج الكنيسة. توفيت  أرملته، إليونورا، في إكسبورن في 2 كانون الثاني / يناير 1801, عن عمر يناهز 56 عاما، ودفنت في القبر نفسه مع زوجها. لم يكن لديهم أطفال.

## أعماله

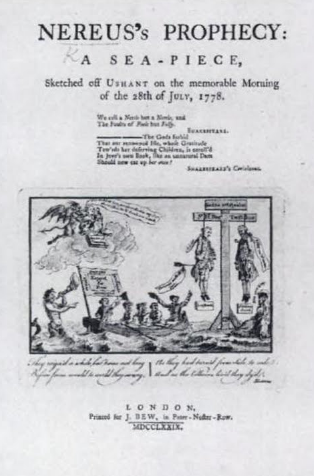
نبؤة نيريوس: قطعة بحر(1779)

اعتقد تاسكر ان نتائج حرب السنوات السبع (1754-1763) أسهمت في نمو الفساد والرفاهية في الداخل. كتب تاسكر العديد من الأشعار عن الحرب الأنجلو-فرنسية (1778-1783) والتي مثّل فيها إيرل ساندويتش، اللورد الأول من الأدميرالية، بأنه في بؤرة شبكة فاسدة وأنانية. رأى تاسكر أن عمل الأدميرال اوغسطس كيبل في معركة أوشانت (1778) نصر عظيم، احتفل به في قصيدته «نبؤة نيريوس: قطعة بحر رسمت قبالة أوشانت (1779).» غلاف هذه القصيدة عبارة عن رسم كرتوني يظهر ساندويتش وهيو باليسر معلقين في مشنقة، وترمز الصورة إلى أنهم مذنبين، بينما تجلس امرأة عاهرة تبكي على مصيرهم. 
اشتهر تاسكر في مرثية ديفيد جاريك (1779) بالعبقرية الفنية لجاريك، وشكسبير ورينولدز، وربطها ضمنيا بالعبقرية الحربية للأمة. حث تاسكر بريطانيا في قصيدة العبقرية الحربية لبريطانيا العظمى (1780) على الاستيقاظ وهزيمة المعتدين. كُرّست 'قصيدة العبقرية الحربية' للورد أمهيرست.

## Notes
1. ↑  Cooke 1817.
2. 1 2 3 4 5  Courtney 1898.
3. 1 2  O'Quinn 2011.